# الإقليم الغربي
الإقليم الغربي (بالإنجليزية: Western Region) هو أقليم في آيسلندا، يتبع آيسلندا، عاصمته بورغارنيس.